# Río Cuanza
El río Cuanza o Coanza (río Kwanza en el idioma local) es un largo río de Angola. Nace en la meseta de Bié, en el centro del país. Discurre, en principio, hacia el norte para después ir hacia el oeste y terminar desembocando en el océano Atlántico, al sur de Luanda. Su longitud total es 965 km y su cuenca drena una superficie de 151 422 km². Uno de sus afluentes es el río Luando.

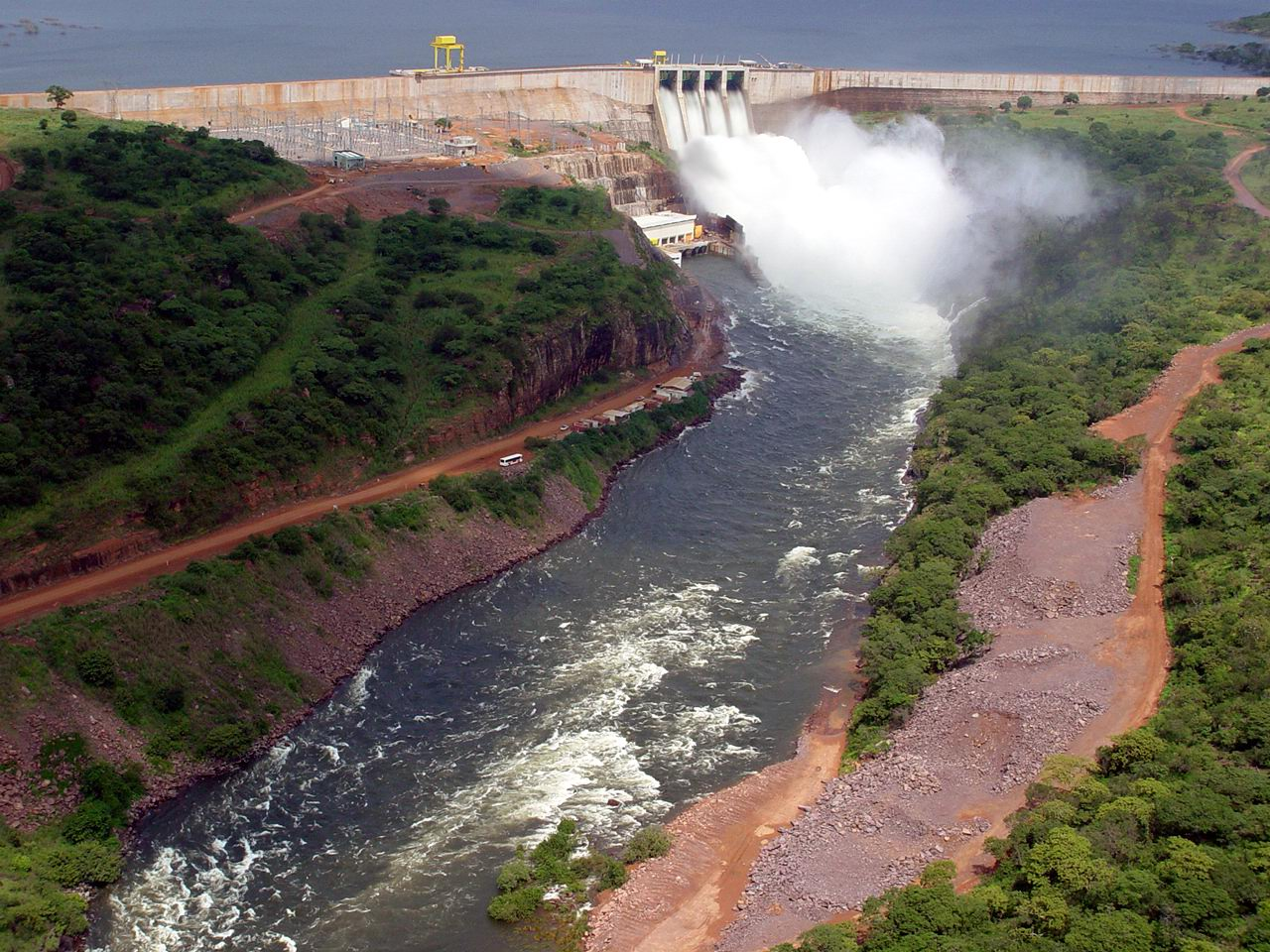
Vista de la presa de Capanda

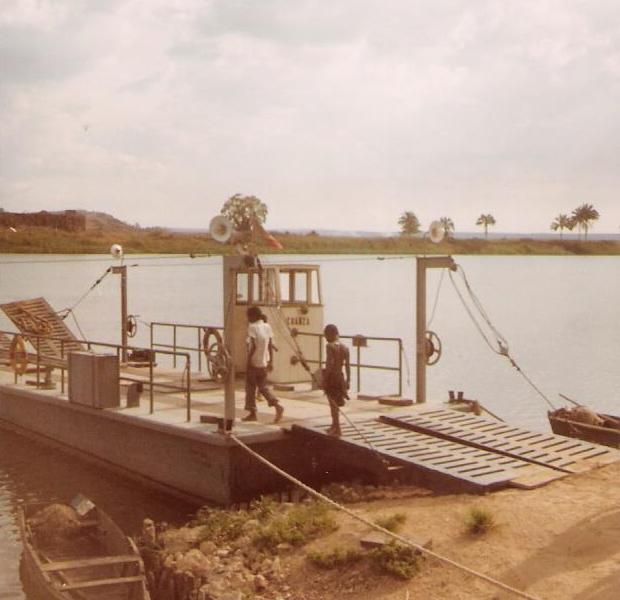
Paso del río Cuanza para acceder al parque nacional da Kissama (entonces Quiçama) en 1972.

En su curso se ha construido la presa de Capanda, que comenzó a construirse en 1987 y cuya primera turbina entró en funcionamiento en 2003. Tiene una capacidad prevista de 530 MW.
Se describe al río en el quinto capítulo de la novela Un capitán de quince años, de Julio Verne.